# SE Nova Andradina
Der Sociedade Esportiva Nova Andradina, in der Regel nur kurz Nova Andradina genannt, ist ein Fußballverein aus Nova Andradina im brasilianischen Bundesstaat Mato Grosso do Sul.

## Erfolge
- Staatsmeisterschaft von Mato Grosso do Sul: 1992

## Stadion
Der Verein trägt seine Heimspiele im Estádio Luiz Soares Andrade in Nova Andradina aus. Das Stadion hat ein Fassungsvermögen von 10.000 Personen.